# KiRa-KiRa Sensation!/Happy maker!
- ラブライブ! > μ's > KiRa-KiRa Sensation!/Happy maker!
- ラブライブ! > ラブライブ!のディスコグラフィ > KiRa-KiRa Sensation!/Happy maker!

「KiRa-KiRa Sensation!／Happy maker!」（キラキラ センセーション／ハッピーメーカー）は、2014年7月9日にLantisから発売されたμ'sによるシングルで、楽曲はテレビアニメ『ラブライブ！』の第2期挿入歌。

## 概要
テレビアニメ『ラブライブ！』の第2期挿入歌第3弾。劇中歌を2曲収録した両A面シングル。
表題曲「KiRa-KiRa Sensation!」は第2期第12話の挿入歌として使用された。もう一つの表題曲「Happy maker!」は第2期第13話の挿入歌として使用された。
初回生産分には「μ'sのあなたと行きたい海水浴カード」が1枚（全9種）ランダムで付属する。ジャケットは2014年6月30日に公開された。
キャッチコピーは「μ'sとあなたの、“みんなで叶える物語”!」。

## チャート成績
7月8日付のオリコンデイリーランキングでは4位にランクイン。翌日の7月9日付では2位にランクインした。7月21日付のオリコン週間ランキングでは初動4.9万枚を売り上げ、3作連続で週間3位にランクインした。さらに「Love wing bell/Dancing stars on me!」が18位、「ユメノトビラ」が23位にランクインし、さらに「タカラモノズ/Paradise Live」、「それは僕たちの奇跡」、「どんなときもずっと」を含め、μ'sのシングルが6作同時TOP100入りを果たした。TOP200では10枚同時ランクインを果たしている。
サウンドスキャンの週間ランキングでは「どんなときもずっと」以来となる1位を獲得した。また、iTunesの日本総合チャートでも、『ラブライブ！』関連楽曲では初の1位を獲得した。さらに、ビルボードのHot Animationにおいても3作連続となる1位を獲得し、HOT 100でも「それは僕たちの奇跡」以来となる2位を獲得した。

## 収録曲
- CD

1. KiRa-KiRa Sensation! [4:59]
  - 作詞：畑亜貴、作曲・編曲：本田光史郎
  - テレビアニメ第2期第12話挿入歌。
  - 「僕らは今のなかで」のアンサーソングという位置づけで、曲調・テンポが意図的に似た作りになっている。
  - 衣装はパステルカラーを取り入れた蛍光色系のもので、袖の形などは3タイプある。
  - 2015年12月4日、テレビ朝日系列の音楽番組『ミュージックステーション』に南條愛乃を除くμ's声優8人が出演し[注 2]、披露した[6]。
2. Happy maker! [5:00]
  - 作詞：畑亜貴、作曲・編曲：前口渉
  - テレビアニメ第2期第13話挿入歌。いわゆる応援歌。
  - 衣装はピンクと白を組み合わせた2色のトレーナーにポンポンを組み合わせたチアリーダー風のものとなっている（但しスカートは制服のスカートを使用）。また3年生メンバーに関しては左胸付近に花飾りがついている。
  - 第13話のダンスシーンにμ'sの他、音ノ木坂学院の生徒・一部のμ'sメンバーの家族・A-RISE・アルパカ2匹・アキバのレポーターも登場している。
3. KiRa-KiRa Sensation! (Off Vocal)
4. Happy maker! (Off Vocal)

## 収録アルバム
| 曲名                 | アルバム                                    | 発売日        | 備考           |
| -------------------- | ------------------------------------------- | ------------- | -------------- |
| KiRa-KiRa Sensation! | 『μ's Best Album Best Live! Collection II』 | 2015年5月27日 | ベストアルバム |
| Happy maker!         | 『μ's Best Album Best Live! Collection II』 | 2015年5月27日 | ベストアルバム |